# Félix Porteiro

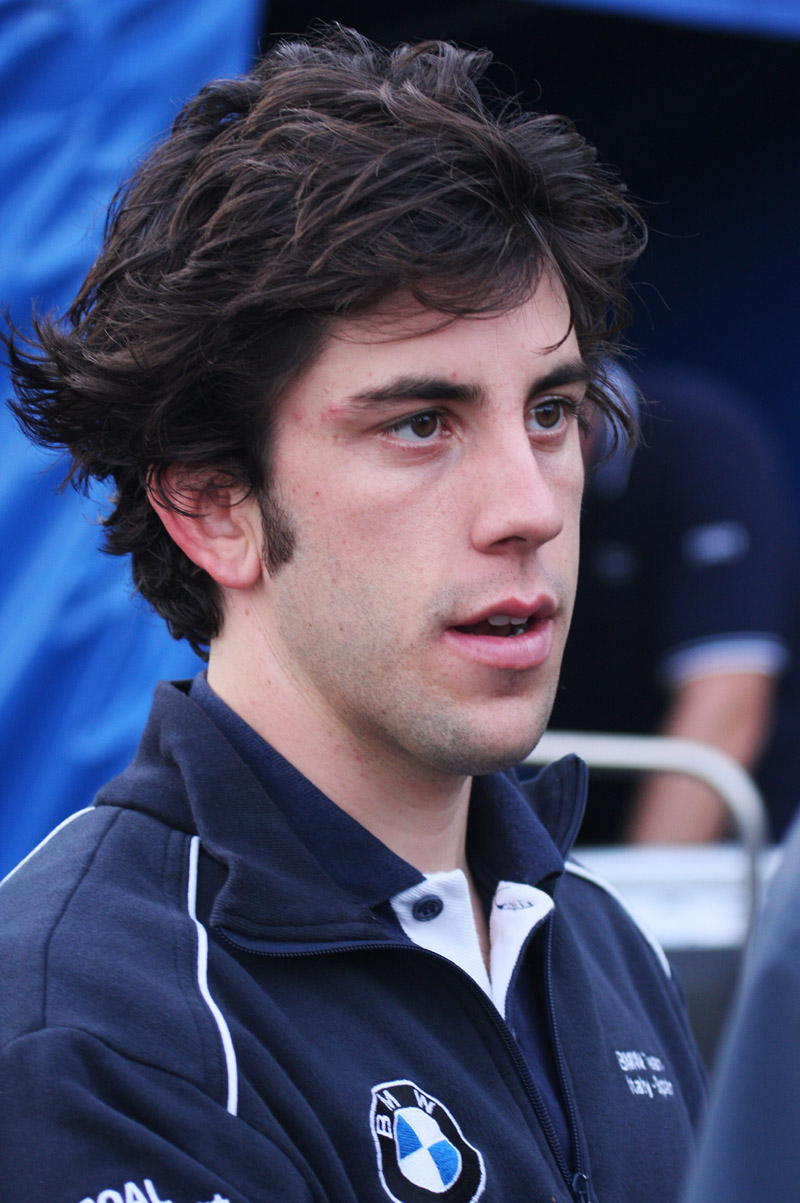
Félix Porteiro

Félix Porteiro (Castellón de la Plana, 26 augustus 1983) is een Spaans autocoureur die anno 2009 in het WTCC rijdt.

## Loopbaan
In 2001 reed Porteiro in het Spaanse Formule 3 kampioenschap voordat hij vier seizoenen in de Nissan World Series verblijft. In 2005 finishte hij hier als 5de.
In 2006 reed hij in de GP2 voor het team Campos Racing.
In 2007 rijdt hij in het WTCC voor het team BMW Team Italië-Spanje. Op Brno behaalde Porteiro zijn eerste overwinning en finishte als twaalfde in de eindstand. In 2008 behaalt hij een overwinning op Oschersleben met een tiende plaats in een kampioenschap. In 2009 wordt hij vervangen door landgenoot Sergio Hernández, waardoor hij naar het "independent" team Proteam Motorsport verhuist. Hij vecht hier om de independentstitel met Tom Coronel, maar verliest deze strijd uiteindelijk.

## GP2 resultaten
- Races vetgedrukt betekent pole positie

| Jaar | Inschrijving  | 1          | 2          | 3          | 4         | 5          | 6          | 7          | 8          | 9         | 10        | 11          | 12         | 13         | 14         | 15         | 16         | 17         | 18         | 19         | 20         | 21         | Rang | Punten |
| ---- | ------------- | ---------- | ---------- | ---------- | --------- | ---------- | ---------- | ---------- | ---------- | --------- | --------- | ----------- | ---------- | ---------- | ---------- | ---------- | ---------- | ---------- | ---------- | ---------- | ---------- | ---------- | ---- | ------ |
| 2006 | Campos Racing | VAL FEA NF | VAL SPR NF | SMR FEA 10 | SMR SPR 6 | EUR FEA 16 | EUR SPR NF | ESP FEA 17 | ESP SPR NF | MON FEA 6 | GBR FEA 8 | GBR SPR DSQ | FRA FEA 18 | FRA SPR 10 | GER FEA 12 | GER FEA 18 | HUN FEA NF | HUN SPR 12 | TUR FEA NF | TUR SPR NF | ITA FEA NF | ITA SPR NF | 22   | 5      |